# Romulus Paraschivoiu
Romulus Paraschivoiu (n. 21 martie 1938) este un deputat român în legislatura 1990-1992, ales în județul Timiș pe listele partidului FSN. În cadrul activității sale parlamentare, Romulus Paraschivoiu a fost membru în grupurilr parlamentare de prietenie cu URSS, Republica Islamică Iran și Mongolia. 